# 2020년 하계 올림픽 트라이애슬론
2020년 하계 올림픽 트라이애슬론은 2021년 7월 26일부터 31일까지 일본 도쿄 오다이바 마린 파크에서 진행된다. 남녀 종목에 총 55명의 선수가 출전하며, 혼성 계주 종목도 이번에 신설되었다.

## 형식
올림픽 트라이애슬론 종목은 총 세 가지의 종목으로 구성된다. 1.5km 수영, 40km 사이클, 10km 달리기가 바로 그것이다. 경기는 예선 없이 모든 참가자가 한꺼번에 참가하는 개인 경쟁의 형태를 띈다.
신설된 혼성 단체 계주 종목의 경우 남녀 2명씩 총 4명이 팀을 이루어 경기를 치른다. 각 선수는 300m 수영, 8km 사이클, 2km 달리기를 뛰고 나서 다음 주자에게 넘기는 계주 경기를 펼친다.

## 예선
이번 대회의 트라이애슬론 예선기간은 2018년 5월 11일부터 2020년 5월 11일까지로 계획되었다. 남녀 55명씩 총 110명이 본선에 진출하게 되며 한 국가당 남녀 3명씩 최대 6명까지 올림픽 티켓을 거머쥘 수 있다. 2020년 ITU 혼성 계주 올림픽 예선 경기를 통해서는 4개국이 각각 3명분의 진출권을 추가로 획득할 수 있다. 그런 뒤 2020년 5월 11일 기준 세계 상위랭킹을 기준으로 남녀 26명씩 출전권이 부여되는데 이때 국가당 최대 3명씩까지 가능하며, 이미 혼성 단체종목을 통해 진출권을 얻은 국가는 배제된다. 이 다음에도 아직 출전권을 얻지 못한 국가들을 두고 최고 순위에 오른 선수를 선발해 대륙당 한 명씩 출전권을 부여하며, 개최국 일본에게도 남녀 2명씩 자동 출전권이 부여된다. 마지막으로 IOC-조직위-연맹 3자 초청을 통해 2명에게 출전권이 부여된다.

## 일정
모든 시간은 일본 표준시 (UTC+9, 한국 시각과 동일) 기준이다. 각 시간은 변동될 수 있다.
| 종목      | 날짜     | 시작시간 |
| --------- | -------- | -------- |
| 남자 개인 | 7월 26일 | 06:30    |
| 여자 개인 | 7월 27일 | 06:30    |
| 혼성 계주 | 7월 31일 | 07:30    |

## 참가

### 참가국
- 아르헨티나 (1)
- 오스트레일리아 (6)
- 오스트리아 (4)
- 아제르바이잔 (1)
- 벨기에 (4)
- 버뮤다 (1)
- 브라질 (3)
- 캐나다 (4)
- 칠레 (2)
- 중화인민공화국 (1)
- 체코 (2)
- 이집트 (1)
- 에스토니아 (1)
- 에콰도르 (1)
- 프랑스 (5)
- 독일 (4)
- 영국 (5)
- 헝가리 (4)
- 홍콩 (1)
- 아일랜드 (2)
- 이스라엘 (2)
- 이탈리아 (5)
- 일본 (4)
- 룩셈부르크 (1)
- 모로코 (1)
- 멕시코 (4)
- 네덜란드 (4)
- 노르웨이 (4)
- 뉴질랜드 (4)
- 포르투갈 (3)
- 러시아 올림픽 위원회 (4)
- 루마니아 (1)
- 스페인 (5)
- 남아프리카 공화국 (4)
- 스위스 (4)
- 시리아 (1)
- 우크라이나 (1)
- 미국 (5)

## 메달리스트

### 순위
범례
  *   개최국 (일본)

### 메달리스트
| 종목             | 금                                                                             | 은                                                                   | 동                                                                           |
| ---------------- | ------------------------------------------------------------------------------ | -------------------------------------------------------------------- | ---------------------------------------------------------------------------- |
| 남자 개인 자세히 | 크리스티안 블룸멘펠트 · 노르웨이                                               | 알렉스 이 · 영국                                                     | 헤이든 와일드 · 뉴질랜드                                                     |
| 여자 개인 자세히 | 플로라 더피 · 버뮤다                                                           | 조지아 테일러브라운 · 영국                                           | 케이티 재페러스 · 미국                                                       |
| 혼성 계주 자세히 | 영국 (GBR) · 제스 리어먼스 · 조너선 브라운리 · 조지아 테일러브라운 · 알렉스 이 | 미국 (USA) · 케이티 재페러스 · 케빈 맥도월 · 테일러 닙 · 모건 피어슨 | 프랑스 (FRA) · 레오니 페리오 · 도리앙 코냉크스 · 카상드르 보그랑 · 뱅상 루이 |

## 같이 보기
- 2018년 아시안 게임 트라이애슬론
- 2018년 하계 청소년 올림픽 트라이애슬론
- 올림픽 트라이애슬론